# Robin Bell
Robin Bell, född den 16 november 1977 i Kapstaden, Sydafrika, är en australisk kanotist.
Han tog OS-brons i C-1 i slalom i samband med de olympiska kanottävlingarna 2008 i Peking.